# ZVK Ford Genk
Le Zaalvoetbalklub Ford Genk, abrégé ZVK Ford Genk, est un club belge de futsal basé dans la ville de Genk, fondé en 1975 et disparu en 2002 à la suite d'une fusion.

## Histoire
Le club est fondé en 1975.
Grâce à son premier titre de champion de Belgique, le ZVK Ford Genk est invité à la Coupe des champions européens 1988. Le club se renforce de joueurs d’autres clubs belges. Dans un tournoi à quatre équipes où chacune se rencontre, les Belges remportent leur trois rencontres et sont sacrés champion d'Europe.
En 1991, après conflit avec l'ABFS, la Fédération belge de football créée son propre championnat. La Coupe du Benelux est annulée.
En 1996-97, Ford Genk remporte le championnat de Belgique avec un point d'avance sur le ZVK Sint-Truiden.
Au terme de l'exercice 1997-98, le club conserve son titre national avec douze points d'avance. En août 1998, l'équipe perd la Super Champion Cup à Tervuren contre le champion ABFS, FCS Sambreville (4-8),. La semaine suivante au même endroit, Genk gagne la Supercoupe URBSFA face au ZVK Ter Linde Mortsel (7-5),.
Pour la saison 1998-99, le championnat passe à deux poules de seize clubs dont les deux premiers de chaque groupe se qualifient pour une phase finale. Genk termine troisième de Division 1A, à quatre points de la qualification. Le 26 mars 1999, le match chez le Troiani Gilly en division  1  belge  se  solde  sur  une victoire  5-63,  dont  19  du même joueur Marc Penders, alors le plus gros écart connu au monde pour un match de futsal.
Au terme de la saison 2000-2001, le ZVK se qualifie pour la phase finale du championnat dont il termine quatrième.
En février 2002, alors qu'une grande fusion dans le Limbourg avec les clubs de Saint-Trond et Kermt-Hasselt est annoncée, le ZVK Ford Genk revient sur sa parole et s'unit avec le Park Houthalen pour former le FP Houthalen-Genk.

## Palmarès

### Titres et trophées
Le ZVK Ford Genk remporte son premier titre de champion de Belgique en 1986-87. Il réalise deux fois le doublé Coupe-Championnat, en 1989-90 et 1995-96. Cette dernière année voit l'équipe conservée la Coupe acquise l'année précédente mais aussi remporter le premier des trois titres consécutifs de champion. Ces victoires qualifient l’équipe pour la Supercoupe de Belgique remportée à quatre reprises.
Chacun des cinq titres de champion qualifie l'équipe pour la Coupe du Benelux jouée face au champion des Pays-Bas. Genk perd les cinq confrontations. Le même trophée a lieu pour les vainqueurs de Coupe, le ZVK le remporte en 1996.
Invité à participer à la Coupe des clubs champions européens 1988 en tant que champion belge 1987, le ZVK Ford Genk remporte la compétition pour sa première participation.
- Coupe des clubs champions européens (1)
  - Vainqueur :  1988

- BeNeCup (1)
  - Vainqueur : 1995-96
  - Finaliste : 1987-88, 1990-91, 1996-97, 1997-98 et 1998-99

- Championnat de Belgique (5)
  - Champion : 1986-87, 1989-90, 1995-96, 1996-97 et 1997-98

- Coupe de Belgique (4)
  - Vainqueur : 1989-90, 1990-91, 1994-95 et 1995-96

- Supercoupe de Belgique (4)
  - Vainqueur : 1990, 1991, 1996 et 1998

### Bilan par saison
| Saison    | Championnat   | Championnat | Coupe         | Supercoupe | BeNeCup   | Coupe des champions | Coupe intercontinentale |
| Saison    | Ph. régulière | Ph. finale  | Coupe         | Supercoupe | BeNeCup   | Coupe des champions | Coupe intercontinentale |
| --------- | ------------- | ----------- | ------------- | ---------- | --------- | ------------------- | ----------------------- |
| 1980-1981 |               |             |               |            |           | Pas de compétition  | Pas de compétition      |
| 1981-1982 |               |             |               |            |           | Pas de compétition  | Pas de compétition      |
| 1982-1983 |               |             |               |            |           | Pas de compétition  | Pas de compétition      |
| 1983-1984 |               |             |               |            |           | Pas de compétition  | Pas de compétition      |
| 1984-1985 |               |             |               |            |           | Non invité          | Pas de compétition      |
| 1985-1986 |               |             |               |            |           | Non invité          | Pas de compétition      |
| 1986-1987 |               | Champion    |               |            | Finaliste | Non invité          | Pas de compétition      |
| 1987-1988 |               |             |               |            |           | Vainqueur           | Pas de compétition      |
| 1988-1989 |               |             |               |            |           |                     | Pas de compétition      |
| 1989-1990 |               | Champion    | Vainqueur     |            | Finaliste |                     | Pas de compétition      |
| 1990-1991 |               |             | Vainqueur     | Vainqueur  |           |                     | Pas de compétition      |
| 1991-1992 |               |             |               | Vainqueur  |           |                     | Pas de compétition      |
| 1992-1993 |               |             |               |            |           |                     | Pas de compétition      |
| 1993-1994 |               |             |               |            |           |                     | Pas de compétition      |
| 1994-1995 |               |             | Vainqueur     |            |           |                     | Pas de compétition      |
| 1995-1996 | Champion      | Champion    | Vainqueur     |            | Vainqueur |                     | Pas de compétition      |
| 1996-1997 | Champion      | Champion    |               | Vainqueur  | Finaliste |                     | 1er tour                |
| 1997-1998 | Champion      | Champion    |               |            | Finaliste | 1er tour            |                         |
| 1998-1999 | D1A - 3e      | -           |               | Vainqueur  | Finaliste |                     |                         |
| 1999-2000 |               |             | 16e de finale |            |           |                     |                         |
| 2000-2001 | 4e            | 3e          |               |            |           |                     |                         |
| 2001-2002 |               | /           |               |            |           |                     |                         |

## Personnalités

### Joueurs notables
En 1988, le club est sacré champion d'Europe avec les joueurs suivants : Arampatzis, Seyeh, Maes, Reul, Weydisch, Balsani, Cagliardi, Locomsole, Srits,.
Trois joueurs du club sont sélectionnés en équipe de Belgique pour participer à la Coupe du monde de 1992 : le gardien Gert Pans, le capitaine de la sélection Theo Bloemen et Ivan Hechtermans.
Au Mondial 1996, trois membres de l'effectif du Ford Genk font de nouveau partie des Mini-Diables : Marcel Claesen, Ivan Hechtermans, Pasquale Cocco. Aussi membre du club, le néerlandais Anton Biloro prend part à la compétition avec sa sélection nationale.